# Tourex
Der Tourex (Kurzform für Touristen-Express) war ein zwischen 1963 und 1989 im Auftrag des staatlichen Reisebüros der DDR eingesetzter Schlafwagenzug. Er verkehrte als Charterzug jeweils im Sommerfahrplan einmal pro Woche zwischen Dresden und Varna an der bulgarischen Schwarzmeerküste und diente ausschließlich der Beförderung von Urlaubern.

## Geschichte
Ein Vorläufer des Tourex verkehrte bereits im Sommerfahrplan 1959 als Schnellzug mit den Zugnummern D 157 und D 158 wöchentlich zwischen Dresden und Varna, mit einem Zugteil ins rumänische Mamaia. Er bestand noch nicht aus Schlaf-, sondern lediglich aus Liegewagen. In diesem Jahr wurden die Fahrtzeiten auch im Kursbuch der Deutschen Reichsbahn veröffentlicht. In den Folgejahren verkehrte der Zug ebenfalls während des Sommerfahrplans, jedoch nur noch unveröffentlicht als reiner Charterzug. Die Buchung erfolgte ausschließlich über das Reisebüro der DDR. Unterwegs legte der Zug auf der Rückfahrt in Bukarest einen längeren Aufenthalt zur Stadtbesichtigung ein, so dass die Reisezeit auf dem Hinweg gut zwei Tage und auf dem Rückweg fast drei Tage betrug.
Der Name Tourex wurde zum Sommer 1963 eingeführt. Im Vorjahr hatten junge Arbeiter des VEB Waggonbau Görlitz als Initiative der FDJ in unbezahlten Sonderschichten als Planübererfüllung acht Neubauschlafwagen hergestellt. Aus diesen wurde zusammen mit weiteren Wagen eine neue Zuggarnitur zusammengestellt und in den Farben der FDJ blau lackiert. Auf den Seiten erhielten sie einen großen Schriftzug „Touristenexpress“. Mit diesem Zug sollten vor allem junge, verdiente Arbeiter Urlaubsreisen machen können. Zunächst absolvierte die Zuggarnitur im Frühjahr 1963 eine Fahrt nach Karlsbad, Fahrgäste waren vor allem die Erbauer der Wagen aus dem VEB Waggonbau Görlitz. Weitere Fahrten nach Polen und in die Tschechoslowakei folgten.
Erstmals nach Varna und unter dem Namen Tourex fuhr der Zug ab Dresden am 17. Mai 1963, die Deutsche Reichsbahn führte die Züge weiterhin als D 157/158. Der Laufweg des Zuges führte über Prag, Štúrovo, Budapest, Biharkeresztes, Chitila (zur Umgehung von Bukarest) und die Giurgiu-Russe-Freundschaftsbrücke nach Varna. Dieser erste Zug wurde als Leergarnitur zurück nach Dresden geführt, am Ende des Sommerfahrplans verkehrte wiederum der letzte Zug des Jahres leer nach Varna. Auf der Rückfahrt fuhr der Tourex abweichend über Bukarest. Die Zwischenhalte dienten auf der Hinfahrt lediglich dem Wechsel der Triebfahrzeuge, der Aufnahme von Wasser und den Grenzkontrollen. Auf der Rückfahrt legte der Tourex in Bukarest und Budapest längere Pausen ein, in dieser Zeit wurden Stadtrundfahrten und Besichtigungen angeboten. Im Zug befand sich jeweils ein Reiseleiter des Reisebüros der DDR als Ansprechpartner für die Fahrgäste.
In den Folgejahren verkehrte der Tourex jeweils im Sommerfahrplan ab Anfang Mai bis Oktober. In der Regel absolvierte der Sonderzug dabei 22 Fahrten an die bulgarische Schwarzmeerküste und beförderte pro Saison bis zu 7000 Urlauber. Ab 1966 umging der Tourex Prag über Mělník und Nymburk, erst im Sommerfahrplan 1989 fuhr der Zug wieder über Prag. Auf der Rückfahrt fuhr der Tourex in manchen Fahrplanjahren über Nitra und Olomouc statt über Bratislava und Brünn, zwischen Nové Zámky und Budapest nutzte der Zug in einzelnen Jahren statt der Strecke über Štúrovo die Verbindung über Komárno. Aufgrund der fehlenden Zwischenhalte mit Fahrgastwechsel waren zudem operative Abweichungen von der planmäßigen Fahrtroute häufiger der Fall. 1964 wurde aus den älteren, im Vorläuferzug verwendeten Wagen, eine zweite Zuggarnitur zusammengestellt und an einzelnen Tagen zusätzlich eingesetzt. Dieser Zug verkehrte 1966 kurzzeitig nochmals, ansonsten blieb es bei der einen, im wöchentlichen Umlauf eingesetzten Zuggarnitur. Ab 1965 erhielt der Tourex die neuen Zugnummern D 2056/2057, 1967 wechselten diese auf D 956/957, im Jahr 1970 auf D 958/959.
Ab 1972 erhielt der Tourex auch zwei Autoreisezugwagen, nachdem im Bahnhof Dresden-Neustadt eine Autoverladerampe vorhanden war. Dieses Angebot blieb bis 1980 Teil des Tourex. Die Fahrgäste mussten jedoch nach Verladung ihres Pkw auf eigene Faust rechtzeitig zum Dresdner Hauptbahnhof, wo der Tourex seine Fahrt begann, ein Zustieg in Dresden-Neustadt war nicht möglich. Im Januar 1973 kündigte das Neue Deutschland ein Verkehren des Tourex bereits ab Februar an, jedoch blieb es in den Folgejahren beim Betrieb während des Sommerfahrplans. In diesem Jahr wechselte erneut die Zugnummer, der Tourex wurde nunmehr als D 1178/79 geführt. Diese Zugnummern blieben bis zur Einstellung unverändert. Die letzte Fahrt des Tourex endete am 4. Oktober 1989 nach der Rückkehr aus Varna in Dresden Hauptbahnhof.

## Zuggarnitur und Wagenpark
Der Vorläufer des Tourex bestand bis 1962 aus Liegewagen, die aus älteren Sitzwagen des Jahres 1937 umgebaut worden waren. Ab 1963 bestand der Zug aus insgesamt 14 Wagen, darunter die acht Neubauschlafwagen aus dem Waggonbau Görlitz. Einer dieser Wagen war ein kombinierter Schlaf-/Gepäckwagen. Hinzu kamen zwei 1961 in Görlitz erbaute Speisewagen, ein ebenfalls im Zuge der Planüberfüllung erbauter Vorrats- und Versorgungswagen auf Basis eines normalen Sitzwagens aus dem VEB Waggonbau Bautzen sowie drei der bereits im Vorläuferzug eingesetzten älteren Liegewagen. Alle Wagen waren in den FDJ-Farben blau mit gelben Absetzstreifen lackiert. Die Speisewagen und der Versorgungswagen waren in die Mitte der Zuggarnitur eingestellt. In den Jahren 1963 sowie 1964 war dem Zug noch ein Kultur- und Aufenthaltswagen beigestellt. Im Winterhalbjahr wurden die Wagen gelegentlich auch in anderen Zügen eingesetzt, bekannt sind Einsätze der Schlafwagen im Nachtzug Sanssouci zwischen Berlin und Wien.
Ende der 1960er Jahre erhielten die Wagen des Tourex die normale rote Farbgebung der MITROPA, die die Schlaf- und Speisewagen des Tourex bereits seit der Einführung des Zuglaufs bewirtschaftet hatte. Seit 1968 bestand die Wagenreihung des Zuges aus sechs Schlafwagen, Speisewagen, Vorratswagen, Speisewagen und nochmals sechs Schlafwagen. Ab 1971 kamen weitere Neubauschlafwagen des Jahres 1962 in den Wagenpark des Tourex, nachdem diese in anderen Zügen durch neuere Wagen ersetzt worden waren. Dafür entfielen die älteren Liegewagen. Von 1972 bis 1980 führte er zudem zwei Autoreisezugwagen. Im Regelfall bestand der Tourex ab 1980 aus 12 Schlafwagen des Baujahres 1962, zwei Speisewagen und einem Versorgungs-/Vorratswagen. Bis zum Ende des Tourex 1989 blieb der Fahrzeugbestand seitdem unverändert.

## Versorgung an Bord
Die Fahrt in Richtung Varna begann am Freitagnachmittag. Ankunft am Reiseziel war Sonntagfrüh. Die Rückfahrt begann am Sonntagabend und Ankunft in Dresden war Mittwochmittag. Die Fahrzeitverlängerung auf der Rückfahrt kam durch die Tagesaufenthalte in Bukarest und Budapest zustande. Insgesamt wurde der Tourex von 32 Personen (Personal) auf der Fahrt begleitet.
- MITROPA: 1 Geschäftsführer, 2 Oberkellner, 4 Wagenkellner, 2 Köche, 6 Küchenhilfen, 1 Lagerist, 1 Oberschaffner, 11 Schlafwagenschaffner.
- Deutsche Reichsbahn: 1 Wagenmeister, 1 Reinigungskraft, 1 Zugfunksprecher und 1 Arzt (ab Mai 1973 stand dem Arzt ein eigenes Krankenabteil im Zug zur Verfügung).[7][8]

Auf der Hinfahrt nach Varna wurden am ersten Reisetag im Speisewagen Mittagessen und Abendbrot serviert. Am zweiten Reisetag gab es Frühstück, Mittagessen und Abendbrot im Speisewagen. Am dritten Reisetag gab es vor der Ankunft in Varna im Speisewagen das Frühstück.
Auf der Rückreise wurde am ersten Rückreisetag das Frühstück und das Abendessen im Speisewagen serviert. Das Mittagessen fand während der Stadtrundfahrt in einem Restaurant von Bukarest statt. Am zweiten Rückreisetag gab es Frühstück und Mittagessen im Speisewagen. Das Abendbrot wurde in Budapest nach der Stadtbesichtigung in einem Restaurant serviert. Am dritten Rückreisetag wurden Frühstück und Mittagessen im Speisewagen eingenommen. Danach erfolgte die Ankunft in Dresden. Es kam jedoch auch zu organisatorischen Änderungen im Ablauf. Zwischen den Essenszeiten bestand die Möglichkeit die beiden Speisewagen zum Nachmittagskaffee zu nutzen. Im Speisewagen galt außerhalb der Essenszeiten die Sonder-Preisstufe „S“. Am Abend wurde dort meist zu einem Weinabend eingeladen. Serviert wurden dabei die Weine aus der CSSR, Ungarn, Rumänien und Bulgarien.
Bei jeder Fahrt von Dresden nach Varna hatte der Tourex 14.240 Liter Wasser für die Gastronomie und Hygiene an Bord, außerdem 5000 Flaschen alkoholfreie Getränke und Bier, 500 Flaschen Wein, Sekt und andere Spirituosen sowie 400 Liter Obst- und Gemüsesäfte. Zur Verpflegung der Reisenden dienten 200 Kilo Kartoffeln, 800 Dosen Obst- und Gemüsekonserven, 500 Kilo Fleisch und Wurst, 2000 Eier, 500 Kilo Brot, 150 Kilo Butter, 30 Kilo Kaffee, Tee und Kakao sowie 10.000 Zigaretten.

## Sonstiges
Von der Deutschen Reichsbahn sowie vom Reisebüro der DDR wurde der Tourex auch als „Das rollende Hotel der Deutschen Reichsbahn“ beworben.
Der Tourex wurde ab 1963 von der Reichsbahndirektion Dresden und vom Mitropa-Fahrbetrieb Dresden betreut. Gewartet wurde der Zug im RAW Gotha. Er bestand meist aus zwölf Schlafwagen, zwei Speisewagen sowie einen Vorratswagen mit elektrischen Kühlzellen. Der Zug war ohne Lokomotive 270 Meter lang. Jeder Schlafwagen und Speisewagen hatte einen Tank für 1200 Liter Wasser. Die Bettenzahl betrug insgesamt 360. Ganze 42 Stunden betrug 1987 die Reisezeit zum Beispiel von Dresden nach Varna inklusive einer Stadtrundfahrt in Budapest.
Der 1963 und 1964 beigestellte Kultur- und Aufenthaltswagen war in drei Salons aufgeteilt und durch Zwischenwände voneinander getrennt. Salon 1, 2 und 3 waren mit Tischen, Sesseln und Stühlen ausgestattet. Zudem gab es dort eine Musiktruhe, eine Leihbücherei und einige Gesellschaftsspiele zum Zeitvertreib. Im Wagen war zudem auch ursprünglich die Sprecherkabine für den Zugfunk untergebracht.
Von Dresden nach Nessebar und wieder zurück kostete die Reise im Tourex, im September 1970, bei einer Reisedauer von 20 Tagen, inklusive der Stadtrundfahrten durch Bukarest und Budapest, 745 Mark. Reisen mit dem Tourex wurden auch vom VEB Vereinigte Wettspielbetriebe der DDR durch Sonderauslosung im Glücksspiel Tele-Lotto als Gewinn ausgeschrieben.
Die Wagengarnitur des Tourex wurde ab 1973 außerhalb der Sommersaison auch für mehrtägige Rundreisen in die CSSR, Polen und Ungarn eingesetzt und befuhr nicht nur die klassische Strecke nach Varna, Albena oder Nessebar. Mehrtägige Skireisen in das Riesengebirge sowie die Hohe Tatra waren im Winter begehrt. Die Reisenden übernachteten dabei im Schlafwagenabteil. Anders als der Tourex nach Varna wurden diese Fahrten betrieblich nicht als reguläre Fahrten gemäß Jahresfahrplan, sondern als Sonderfahrten durchgeführt.